# Гефион (бронепалубен крайцер)
Гефион (на немски: SMS Gefion) е бронепалубен крайцер на Императорските военноморски сили, един от първите немски бронепалубни крайцери със средна водоизместимост. Обозначава тенденцията на преход в немския флот към строителство на универсални бронепалубни крайцери с умерена водоизместимост.

## Проектиране
Този кораб е с предназначение разузнавач и куриерски кораб при ескадрата. Освен това той може да служи като колониален крайцер и „изтребител на търговци“.

## Конструкция

### Въоръжение
Главният калибър на крайцера са 105 mm оръдия SK L/35. Те изстрелват снаряди с тегло 14 kg до 10 800 m, с начална скорост 690 m/s. Скорострелността в благоприятни услови е до 15 изстрела в минута. Спомагателния калибър са 50 mm оръдия SK L/40. Те стрелят със снаряди от 1,75 kg на далечина до 6200 m. Скорострелността им достига до 10 изстрела в минута. Въоръжаването на „Гефион“ и последващите крайцери със сравнително малокалибрена, макар и скорострелна артилерия е голям пропуск на немското командване.

### Брониране
Бронирането на крайцера е много слабо. Бронирана палуба дебела само 25 mm в плоската част и на скосовете до 40 mm. Леко бронево прикритие имеа и бойната рубка.

## История на службата
Гефион е заложен 1892 г., на стапелите на „Шихау“ в Данциг. На вода е спуснат на 31 май 1893 г., а в строй влиза на 27 юни 1894 г.